# Helechosa de los Montes
Helechosa de los Montes là một đô thị trong tỉnh Badajoz, Extremadura, Tây Ban Nha. Dân số 775 người và diện tích 309 km².